# Microsoft Security Essentials
Microsoft Security Essentials forkortet ( MSE ) er en antivirus-software (AV) produkt der giver beskyttelse mod forskellige typer af malware, såsom computervirus, spyware, rootkits og trojanske heste. Det kan køre på Windows XP, Windows Vista og Windows 7, men ikke på Windows 8, som har en indbygget AV-komponent. Den licensaftalen tillader private brugere og mindre virksomheder at installere og bruge produktet uden beregning. Det erstatter Windows Live OneCare, der er en udgået kommerciel abonnement-baserede AV tjeneste, og den gratis Windows Defender, som indtil Windows 8 kun beskyttede brugere fra adware og spyware. Den første udgave kom den 29. september 2009.
Det er bygget på de samme virus-definitioner og scanning motoren som andre Microsoft antivirus produkter. Bygget på de samme virus-definitioner og scanning motoren som andre Microsoft antivirus produkter. MSE giver real-time beskyttelse, konstant overvågning aktiviteter på computeren og scanning af nye filer, når de er hentet eller oprettet og invaliderende registrerede trusler. Det mangler den personlige firewall af OneCare eller den centrale forvaltning funktioner i Forefront Endpoint Protection.

## Egenskaber
Microsoft Security Essentials er et antivirus software (AV) produkt, der bekæmper malware (skadelig software), herunder computer vira, spyware, trojanske heste og rootkits. Softwaren kører på Windows XP, Windows Vista og Windows 7. Den erstatter Windows Live OneCare, en udgået kommerciel abonnement-baserede AV tjeneste, og den gratis Windows Defender, som indtil Windows 8 kun beskyttede brugere fra adware og spyware. Det søger automatisk efter og henter de virusdefinitioner det påberåber sig fra Microsoft Update, en web-baseret software service opdateret tre gange om dagen. Brugere kan alternativt downloade opdateringer manuelt fra Microsofts Security Portal website.